# Wacław Iwaszkiewicz-Rudoszański

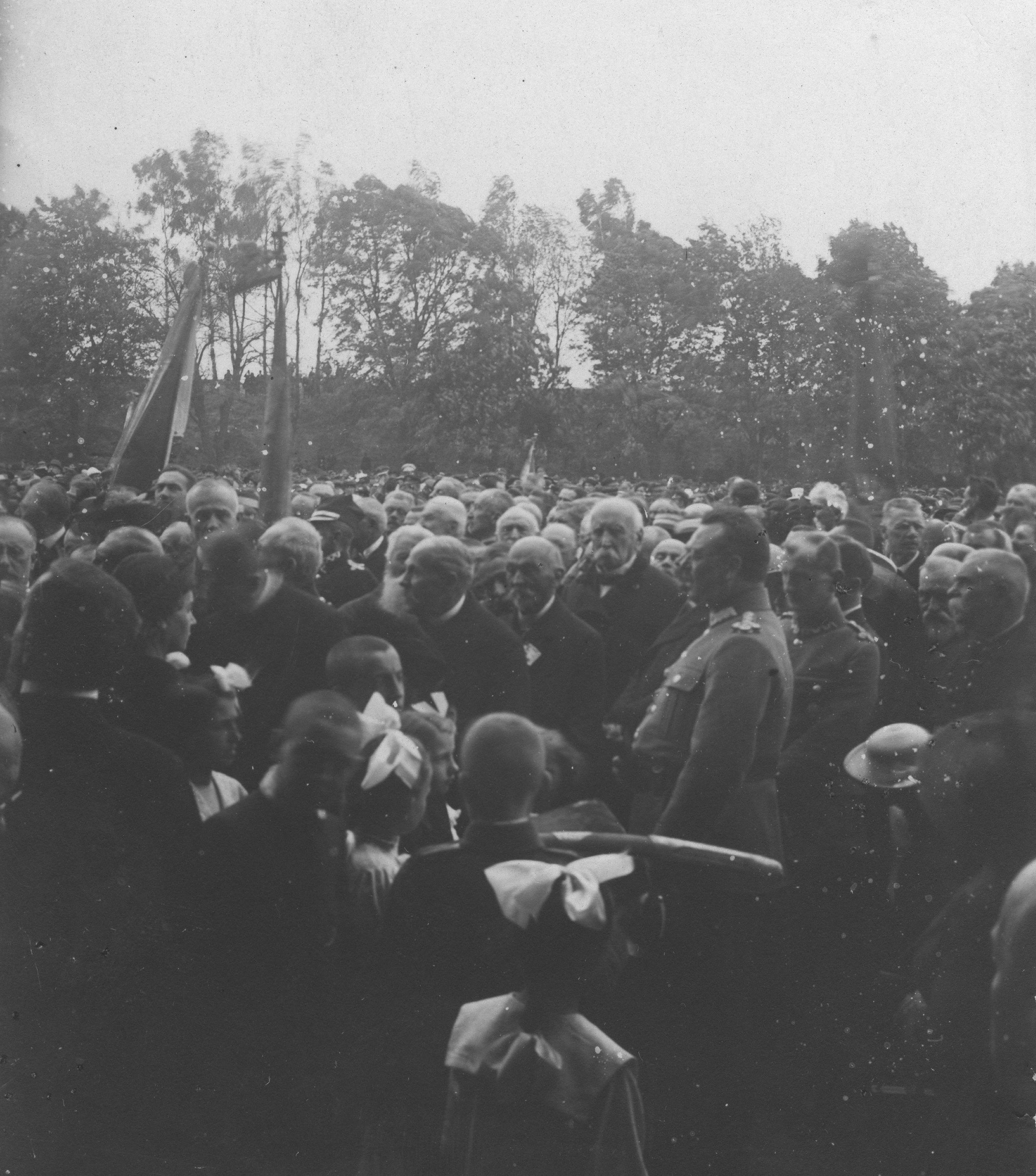
Wręczenie gen. Wacławowi Iwaszkiewiczowi (z prawej na pierwszym planie) szabli z XVII w. od mieszkańców Lwowa jako wyrazu wdzięczności za oswobodzenie miasta (1919)

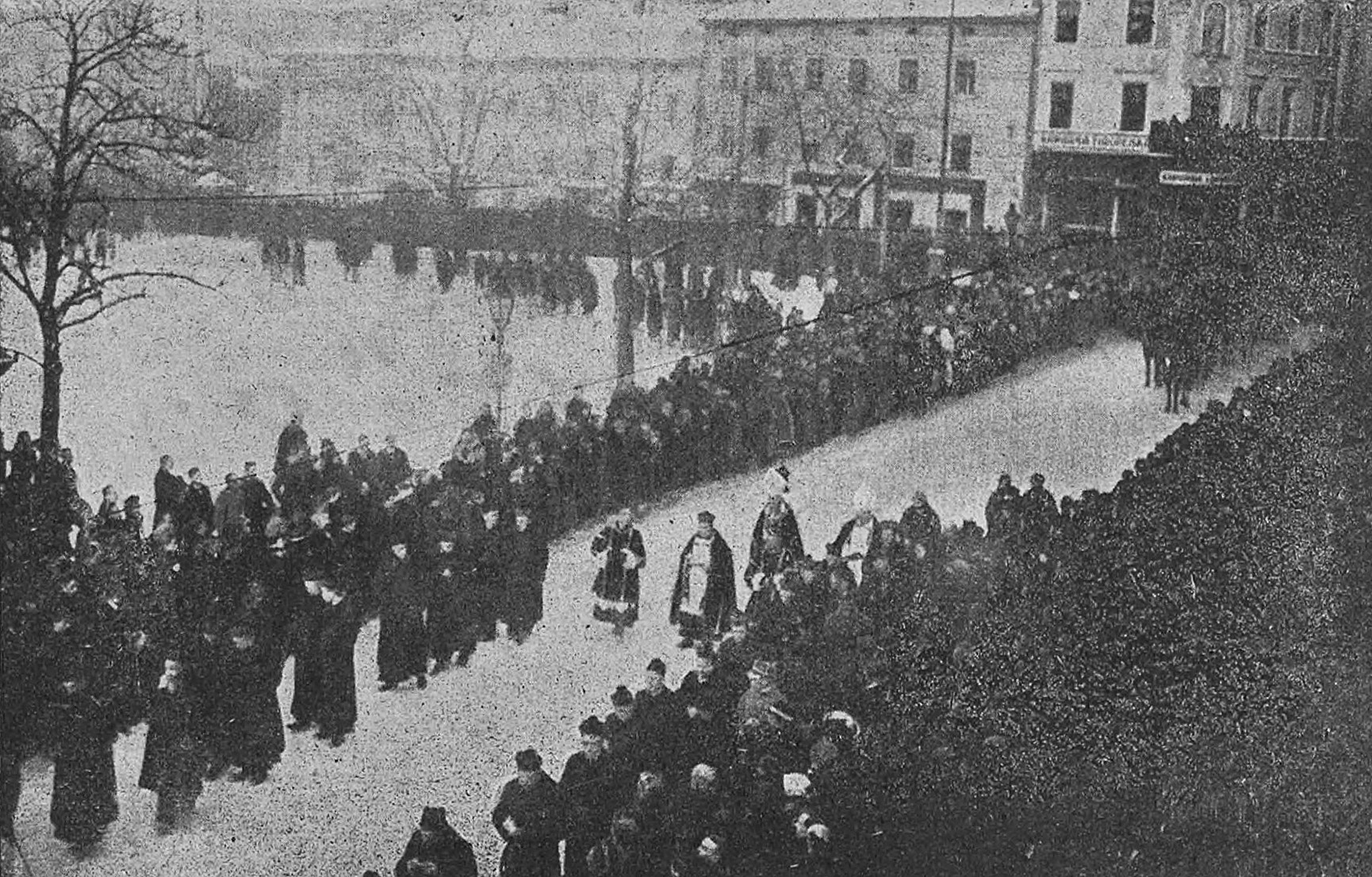
Pogrzeb gen. Wacława Iwaszkiewicza

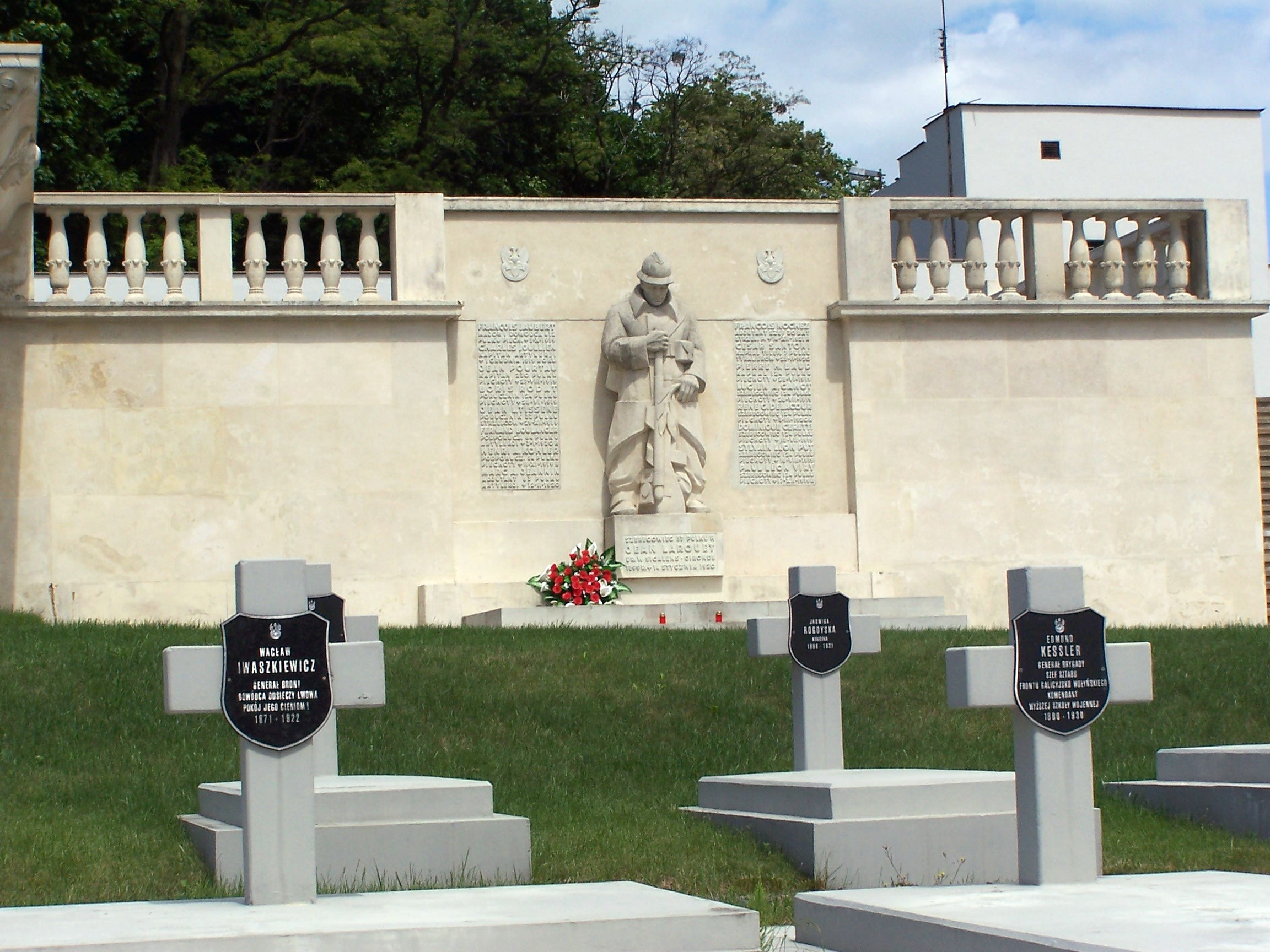
Grób gen. Iwaszkiewicza na Cmentarzu Łyczakowskim (po lewej)

Wacław Teodor Iwaszkiewicz-Rudoszański, Wacław Iwaszkiewicz (ur. 14 sierpnia?/26 sierpnia 1871 w Omsku, zm. 25 listopada 1922 w Warszawie) – generał major Armii Imperium Rosyjskiego, generał dywizji Wojska Polskiego.

## Życiorys
Urodził się w Omsku, ówczesnej stolicy obwodu akmolińskiego, wchodzącego w skład generał-gubernatorstwa zachodniosyberyjskiego. Jego ojcem był Witalis Iwaszkiewicz, zesłany na Syberię za udział w powstaniu styczniowym, a matką Leokadia z domu Karafa-Korbut. Po ukończeniu szkół wojskowych w Petersburgu, rozpoczął w 1891 służbę w armii rosyjskiej; od 1892 zawodowy oficer rosyjskiej piechoty. W 1900 brał udział w interwencji w Chinach przeciwko powstaniu bokserów.
W czasie wojny rosyjsko-japońskiej uczestniczył w obronie twierdzy Port Artur. W czasie I wojny światowej w randze pułkownika dowodził 54 pułkiem strzelców syberyjskich, potem dywizją piechoty. Za udział w bitwie pod Łodzią 1914 awansowany do stopnia generała majora i nagrodzony złotą szablą. Walczył w 1915 roku w obronie Warszawy przed armią niemiecką. Ranny pod Rygą. Po rewolucji lutowej i obaleniu caratu czynny w Związku Wojskowym Polaków w Rosji, został członkiem Naczpolu. Od 21 października 1917 dowodził 3 Dywizją Strzelców Polskich w składzie I Korpusu Polskiego gen. Józefa Dowbora-Muśnickiego. Na czele dywizji przebił się z Jelni do Bobrujska i tu skapitulował 21 maja 1918 wraz z całym korpusem przed armią niemiecką.
Jako generał podporucznik byłego I Korpusu Polskiego i armii rosyjskiej, reskryptem Rady Regencyjnej z 31 października 1918 roku został przydzielony do podległego jej Wojska Polskiego z zatwierdzeniem posiadanego stopnia. Powierzono mu kierownictwo Inspektoratu Kieleckiego. 16 listopada 1918 został mianowany dowódcą Okręgu Generalnego „Kielce”. Dowodził oddziałami tłumiącymi zamieszki antyżydowskie w Kielcach, które trwały w dniach 11 i 12 listopada.
26 listopada 1918 r. został dowódcą Dywizji Litewsko-Białoruskiej, którą sformował z oddziałów Samoobron Kresowych. Od lutego 1919 dowodził grupami operacyjnymi w rejonie Wołkowyska, a od 14 marca 1919 ofensywą Wojska Polskiego przeciw oddziałom Ukraińskiej Armii Halickiej otaczającym Lwów. Po przebiciu się do Lwowa zastąpił gen. Tadeusza Rozwadowskiego na stanowisku Armii „Wschód”. W czasie walk w Galicji Wschodniej i na Wołyniu wyparł Ukraińców za Zbrucz. W czasie wojny polsko-bolszewickiej dowodził frontami: Galicyjsko-Wołyńskim, Galicyjskim i Podolskim. 25 lipca 1919 roku został awansowany na generała porucznika.
1 stycznia 1920 Naczelnik Państwa i Naczelny Wódz, Józef Piłsudski mianował go członkiem Kapituły Tymczasowej Orderu Wojskowego Virtuti Militari oraz nadał mu Krzyż Srebrny tego orderu.
9 marca zwrócił się do Naczelnego Wodza z prośbą o przeniesienie go do rezerwy lub udzielenie mu trzymiesięcznego urlopu. Prośbę motywował złym stanem zdrowia. Z załączonego świadectwa lekarskiego wynika, że szef sanitarny frontu podpułkownik Bolesław Korolewicz rozpoznał u niego miażdżycę tętnic i następowe osłabienie mięśnia sercowego, a także objawy artretyczne w postaci bólów i obrzęków stawów kończyn górnych. W opinii doktora Korolewicza jego ówczesny stan zdrowia wymagał wstrzymania się od wykonywania wszelkich zajęć na okres trzech miesięcy i skierowania na leczenie uzdrowiskowe.
W kwietniu 1920, w czasie wyprawy kijowskiej, był dowódcą 6 Armii, a w sierpniu – w czasie Bitwy Warszawskiej – dowódcą Frontu Południowego. Z dniem 1 października 1921 przeniesiony został w stan spoczynku, w stopniu generała porucznika, z prawem noszenia munduru. Osiadł w Warszawie. Od 20 maja 1922 roku przebywał na leczeniu w Szpitalu Ujazdowskim. 6 czerwca 1922 roku na łamach „Polski Zbrojnej” zdementowano pogłoski o nienależytej opiece chorego generała w szpitalu.
27 września 1922 Kapituła Orderu Wojskowego Virtuti Militari pozytywnie zaopiniowała wniosek o nadanie mu Krzyża Komandorskiego.
W piątek 10 listopada 1922, w Szpitalu Ujazdowskim, adiutant generalny Naczelnego Wodza, generał brygady Jan Jacyna w imieniu marszałka Polski Józefa Piłsudskiego odznaczył go Orderem Wojskowym Virtuti Militari II klasy. Dekret Naczelnika Państwa i Naczelnego Wodza z dnia 24 listopada 1922 o nadaniu orderu został opublikowany w Dzienniku Personalnym po śmierci generała – 14 grudnia 1922.
Zmarł w sobotę 25 listopada 1922 o godz. 22, w Szpitalu Ujazdowskim, po długiej, ciężkiej i nieuleczalnej chorobie. W czwartek 30 listopada 1922, w kościele św. Krzyża w Warszawie, ks. kardynał Aleksander Kakowski odprawił nabożeństwo żałobne, po którym trumna ze zwłokami generała, przewieziona została na lawecie, w asyście honorowej złożonej z batalionu piechoty i dwóch szwadronów kawalerii, na dworzec kolejowy. Uroczystości pogrzebowe odbyły się w sobotę 2 grudnia 1922 we Lwowie. Kondukt przemaszerował spod Katedry Lwowskiej na cmentarz Obrońców Lwowa, gdzie zmarły pochowany został w kwaterze dowódców. Przy spuszczeniu trumny do grobu zebrani odśpiewali „Rotę”. W uroczystościach pogrzebowych udział wzięli: brat zmarłego, pułkownik Piotr Iwaszkiewicz, gen. dyw. Tadeusz Rozwadowski, w zastępstwie Naczelnego Wodza, wojewoda lwowski Kazimierz Grabowski, w zastępstwie Prezydenta Ministrów i rządu, wojewoda krakowski Kazimierz Gałecki, delegacje pułków warszawskich, krakowskich i lwowskich, przedstawiciele władz wojskowych i cywilnych, i tłumy publiczności. Nad grobem przemawiali między innymi generałowie Józef Dowbor-Muśnicki i Edmund Kessler. Śmierć generała i uroczystości żałobne pozostawały w cieniu wydarzeń politycznych w kraju – wyborów parlamentarnych i prezydenckich.
W okresie Ukraińskiej SRR w trakcie profanacji i zrównywania z ziemią Cmentarza Obrońców Lwowa Maria Tereszczakówna (polska działaczka społeczna) wraz z grupą kilku innych osób, w celu ratowania szczątków polskich bohaterów pochowanych na tym cmentarzu przeniosła kilka ciał zasłużonych Polaków (oprócz gen. Wacława Iwaszkiewicza-Rudoszańskiego m.in. gen. Tadeusza Jordan-Rozwadowskiego, dowódcy obrony Lwowa z 1918 Czesława Mączyńskiego, arcybiskupa lwowskiego Józefa Teodorowicza, ks. Gerarda Szmyda, twórców polskiego lotnictwa: Stefana Bastyra, Stefana Steca i Władysława Torunia) w inne miejsce pochówków, które w wyniku śmierci bezpośrednich świadków i wcześniejszego braku zainteresowania polskich instytucji do dziś pozostają nieznane (z wyjątkiem miejsca pochówku biskupa Teodorowicza i ks. Szmyda).
Pośmiertnie zweryfikowany w stopniu generała broni. Nagrobek Wacława Iwaszkiewicza został wpisany przez Instytut Pamięci Narodowej do ewidencji grobów weteranów walk o wolność i niepodległość Polski.

## Ordery i odznaczenia
- Krzyż Komandorski Orderu Wojskowego Virtuti Militari (1922, pośmiertnie)[11][19]
- Krzyż Srebrny Orderu Wojskowego Virtuti Militari nr 3[20] (1920)[6]
- Krzyż Komandorski Orderu Odrodzenia Polski (29 grudnia 1921)[21][22]
- Krzyż Walecznych (1921)[23]
- Order Świętej Anny IV klasy (Imperium Rosyjskie, 1901)
- Order Świętej Anny III klasy z Mieczami i Kokardą (Imperium Rosyjskie, 1901)
- Order Świętej Anny II klasy z Mieczami (Imperium Rosyjskie, 1904)
- Order Świętego Stanisława II klasy z Mieczami (Imperium Rosyjskie, 1904)
- Złota szabla „Za dzielność” (Imperium Rosyjskie, 13 kwietnia 1907)
- Order Świętego Włodzimierza IV klasy (Imperium Rosyjskie, 23 marca 1913)
- Order Świętego Jerzego IV klasy (Imperium Rosyjskie, 7 kwietnia 1915)
- Order Świętego Włodzimierza III klasy z Mieczami (Imperium Rosyjskie, 27 kwietnia 1915)
- Komandor Legii Honorowej (Francja, zezwolenie Naczelnika Państwa w 1921)[24]
- Order Krzyża Wolności I kategorii II klasy (Estonia, 2 czerwca 1992)[25]